# Хоккей на траве в Турции
Хоккей на траве в Турции относится к развивающимся видам спорта.

## История
Хоккей на траве зародился в Османской империи в начале XX века. Играть в него в Стамбуле начали британские семьи. Они же создали первые клубы. Однако с началом Первой мировой войны османские власти закрыли английские клубы и передали их инвентарь турецким.
В 1913 году представители клубов «Галатасарай» и «Фенербахче» побывали в Малой Азии, где организовали конференции и показательные матчи по хоккею на траве в Измите, Эскишехире, Конье, Ыспарте, Измире.
В 1915 году клубы «Фенербахче», «Галатасарай», «Алтынорду», «Бешикташ», «Гюрбюзлер» и «Анадолу Хисари Идман Юрду» учредили хоккейный союз и организовали Стамбульскую лигу. Первый матч состоялся 24 апреля 1915 года на стадионе «Юнион Клуб». В девяти розыгрышах, состоявшихся к 1925 году, четыре раза победил «Фенербахче», три раза — «Алтынорду», один раз — «Галатасарай». В 1921 году турнир остался незавершённым из-за продолжительного турне футболистов «Галатасарая» по Европе, а в 1922—1923 годах не проводился.
В 1920 году состоялось первое собрание представителей клубов. В 1925 году был создан хоккейный комитет. Его первым президентом избрали Тахира Яхья Бея. Однако после 1926 года хоккей на траве в Турции прекратил существование из-за отсутствия подходящих полей.

## Современный период
Возрождение хоккея на траве в стране началось в 2000-е годы. 6 февраля 2002 года была создана Федерация хоккея на траве Турции, которую возглавил Али Айтемиз. 5 декабря 2002 года она стала членом Международной федерации хоккея на траве. Федерация базируется в Анкаре, её президент — Садик Каракан.
В Турции насчитывается около 8 тысяч занимающихся хоккеем на траве. Он культивируется среди игроков разных возрастов в семи категориях — от детей 6 лет до взрослых. Весь инвентарь в Турции привозной — его приобретает федерация и затем отправляет по регионам и клубам.
Сильнейшие команды Турции объединяет суперлига по хоккею на траве и индорхоккею. Также разыгрывается первенство страны среди юношей и девушек.
Сборные Турции входят в число слабейших в Европе. Мужская сборная Турции начала выступление в четвёртом дивизионе чемпионата континента — в 2007 году заняла 2-е место, в 2011 году выиграла его и теперь играет в третьем. Турки трижды выступали в Мировой лиге и ни разу не смогли преодолеть первый раунд, один раз участвовали в Хоккейной серии ФИХ.
Женская сборная Турции прогрессирует: в 2015 году она заняла 3-е место в третьем дивизионе чемпионата Европы, в 2017 году выиграла его, а в 2019-м стала 8-й во втором дивизионе. Турчанки трижды участвовали в Мировой лиге (лучший результат — 31-е место в сезоне-2016/2017) и один раз в Хоккейной серии ФИХ.